# ピエノツェントラス
ピエノツェントラス（リトアニア語: Pienocentras）は、リトアニアにかつてあった乳業企業連合。リトアニア語で「牛乳 (pienas) センター (centras) 」の意。

## 歴史
1927年1月1日、農業協同組合「リエトゥーキス」（Lietūkis）から乳業部門が分かれる形でピエノツェントラスが設立された。
1928年の時点で、ピエノツェントラスは241の酪農場を有していたが、1939年には176まで減少した。
リトアニア政府は9500万リタスの予算をピエノツェントラスに支援にあてていた。うち8440万リタスはバター価格の安定化のために用いられた。